# Saint-Nizier-d'Azergues
Saint-Nizier-d'Azergues é uma comuna francesa na região administrativa de Auvérnia-Ródano-Alpes, no departamento de Ródano. Estende-se por uma área de 24,23 km². Em 2010 a comuna tinha 811 habitantes (densidade: 33,5 hab./km²).